# Disorder
Disorder — британская анархо-панк-группа, образовавшаяся в 1980 году в Бристоле и — наряду с Chaos UK и Discharge — сформировавшая первое ядро британской хардкор-панк-сцены. Disorder, влившиеся в возникшее тогда же «protest punk»-движение, считаются основателями бристольской панк-сцены начала 1980 годов.
В UK Indie Chart входили четыре мини-альбома Disorder (Distortion to Deafness в 1981 году поднялся до #9). В целом группа выпустила десять полноформатных альбомов; наибольший успех из них имел дебютный Under the Scalpel Blade (#7 UK Indie Chart, 1984).

## История группы
Disorder образовались в 1980 году в Бристоле в составе: Стив Кёртис (англ. Steve Curtis, вокал), Стив Аллен (англ. Steve Allen, гитара), Ник Питерс (англ. Nick Peters, бас-гитара) и Вайрус (англ. Virus, ударные). Вместе со Стивом Робертсоном (англ. Steve Robertson), вскоре заменившим Питерса, состав записал два первых EP. Группа отправила демо-плёнку в местный панк-лейбл Riot City Records, но была отвергнута и образовала собственную записывающую компанию Disorder Records при посредстве другого бристольского лейбла Heartbeat Records и Саймона Эдвардса, руководителя Riot City.
Последовала серия перемен в составе. После того, как Робертсон расстался с подругой Беки Бондидж из Vice Squad, у него начались проблемы с наркотической зависимостью. Вирус вступил в конфликт с правоохранительными органами по поводу вопроса о том, кто является собственником его ударной установки. В группу пришёл бас-гитарист Таф (англ. Taf, наст. имя — Phil Lovering, экс-The X-Certs), который и оставался единственным постоянным участником группы, в последующие годы постоянно менявшей состав.
Вскоре после выхода дебютного альбома Under the Scalpel Blade в 1984 году состав передислоцировался в Норвегию, где, в частности, записал сплит с группой Kafka Prosess. К этому времени Disorder уже были известны в странах Западной Европы, США и Японии.
Серия переизданий старых записей привела к возрождению угасшего было интереса к Disorder, и в 2005 году вышел новый альбом Kamikaze, согласно Allmusic, по энергетике ничем не уступавший ранним релизам. Единственный постоянный участник коллектива Тэф как правило подбирает новых музыкантов для каждого тура. В последнее время с ним выступают Бен (экс-Spitroast, Social Parasites, The Diskarded) и Ник Эллис (экс-Bad Blood).

## Дискография

### Синглы /EPs
- Complete Disorder EP (Disorder Records, 1981) (#29 Undie Chart)[5]
- Distortion to Deafness EP (Disorder, 1981) (#9)
- «Perdition» 12" (Disorder, 1983) (#25)
- Mental Disorder EP (Disorder, 1983) (#16)
- Complete Disorder: The Singles 12" EP (Disorder, 1984)
- More Noize EP (Filthy Fucking Punx, 1988)
- Pain, Headache, Depression EP (Trujaca Fala, 1994)

### Альбомы
- Under the Scalpel Blade (Disorder, 1984) (#7)
- Gi Faen I Nasjonalitenten Din Live (Live In Oslo) (Disorder, 1985)
- One Day Son, All This Will Be Yours (Disorder, 1986) (сплист с Kafka Prosess)
- Violent World (Disorder, 1989)
- Masters of the Glueniverse (Desperate Attempt, 1991) (сплит с Mushroom Attack)
- The Rest Home For Senile Old Punks Presents… (Bastards, 1991)
- Sliced Punx on Meathooks (Anagram, 1997)
- We’re Still Here (Anagram, 1997)
- 2nd Gen Vol.2 (Position Chrome, 2000)
- Kamikaze (Anagram, 2005)

#### Перевыпуски и сборники
- Under the Scalpel Blade/One Day Son… CD (Anagram Reords, 1995)
- Senile Punks (Bastard Records , Чехия 1994)
- Live In Oslo/Violent World CD (Anagram, 1995)
- Perdition CD (Toy's Factory, 1982)
- Driller Killer — The Collection CD (Cleopatra, 1995)
- The Best of Disorder CD (Anagram, 1998)
- Riot City Years 81 — 83 (Step 1, 2005)
- Total Disorder (Dead Ringer)

### Участие в компиляциях
- Punk and Disorderly LP (Abstract/Posh Boy, 1982): «Complete Disorder»
- Punk and Disorderly vol. 2 LP (Anagram, 1983): «More than Fights»
- UK/DK LP (Cherry Red, 1983): «Life»
- Blitz Hits 2LP (1989): «Today’s World»
- I Kill What I Eat CD (Eccocentric, 1993): «Violent World»
- We Are Gonna Fight Back Against The Pig Bastards Until We Are Dead CD (Fight Men)

### DVD
- 20 Years In A Van (Cherry Red Records, 2007)
- Burning Britain: The History of UK Punk 1980—1884 — The DVD (2004) Cherry Red: «Life»[1][4]